# Edward Alsworth Ross
Edward Alsworth Ross (Virden, 12 novembre 1866 – Madison, 22 luglio 1951) è stato un sociologo e genetista statunitense.

## Biografia
Ross si laureò al Coe College a Cedar Rapids, in Iowa, nel 1886. Costretto a lasciare l'Università di Stanford per la sua obiezione al lavoro degli immigrati cinesi, posizione in contrasto con quella della famiglia fondatrice dell'università, la Stanford. Tale casata aveva fatto la propria fortuna nella costruzione di ferrovie occidentali, rendendosi pertanto un importante riferimento per i lavoratori cinesi, che vi trovavano impiego. Ross si trasferì dunque all'Università del Nebraska-Lincoln e successivamente diventò professore di sociologia presso l'Università del Wisconsin-Madison.
Ross credeva che l'identità americana fosse stata forgiata nel crogiolo del deserto. Ross sostenne la rivoluzione bolscevica in Russia e fu membro della Commissione Dewey.